# فيفيان غونوردين
فيوليت فيفيان غونوردين (18 سبتمبر 1916-3 أكتوبر 1996)، والمعروفة باسم (فيفي)، ناشطة سريلانكية مناهضة للاستعمار وسياسية بارزة، وهي واحدة من أوائل الوزيرات في العالم. شخصية رئيسية في كل من حركة الاستقلال الهندية وحركة الاستقلال السريلانكية، وغونوردين عضو بارز في مرحلة عدم الانحياز، وحاربت ضد المظالم المتصورة، وانتقدت دبلوماسية الشرق الأوسط التي ترعاها الولايات المتحدة. غونوردين كانت ومازالت أول بطلة وطنية لسريلانكا. بوفاتها، كانت واحدة من أكثر الشخصيات اليسارية حيوية، وأبرز شخصية نسائية في الحركة اليسارية السريلانكية.
ولدت في عائلة ثرية محافظة مؤيدة للنظام الملكي، عندما كانت في المدرسة الثانوية، انخرطت في حركة سريا-مال المناهضة للإمبريالية، التي تقاتل ضد المظالم المتصورة. تطوعت خلال وباء الملاريا عام 1934، وفي ذلك الوقت شهدت تفشي سوء التغذية لدى الفقراء. على الرغم من أن والدها منعها من متابعة التعليم العالي، ساعدها أخوالها، فيليب وروبرت غناواردينا، في الالتحاق بالجامعة، حيث شاركت في النشاطية. هناك التقت بزوجها، ليزلي غونوردين، الذي أسس في عام 1935 أول حزب سياسي في سريلانكا، حزب لانكا سما ساماجا.
خلال مسيرتها السياسية، لعبت دورًا أساسيًا في صعود حزب لانكا سما ساماجا. مع بداية الحرب العالمية الثانية، فرت غونوردين إلى الهند هربًا من الاعتقال تحت اسم مستعار. هناك، انخرطت في حركة اتركوا الهند، التي بلغت أوجها أثناء استقلال الهند عن بريطانيا في عام 1947. عند عودتها إلى سريلانكا، لعبت دورًا كبيرًا في استقلال سريلانكا عن بريطانيا عام 1948. من أربعينيات إلى ستينيات القرن العشرين، كان حزب لانكا سما ساماجا هو حزب المعارضة الرئيسي في سريلانكا، وفي الستينيات، قاد الحزب تحالف الجبهة المتحدة، وبفوزهم الانتخابي الساحق أتت أول رئيسة للدولة. شغلت غونوردين منصب عضو بارز في البرلمان، ورئيسةً لاتحاد جميع عمال الحكومة المحلية في سيلان منذ عام 1949 وحتى وفاتها. من خلال هذا، حاولت غونوردين إصلاح مستعمرة سيلان البريطانية السابقة إلى جمهورية اشتراكية من خلال تأميم المنظمات في قطاعات البنوك، والتعليم، والصناعة، والإعلام، والتجارة.

## الاستقلال الهندي
مع اندلاع الحرب العالمية الثانية، شهد حزب لانكا سما ساماجا زيادة سريعة في الدعم، واصفًا الحرب العالمية الثانية بأنها «حرب إمبريالية». أدى هذا الدعم إلى إعادة تأسيس الحزب سرًا، وهي خطوة ضرورية بسبب موقفه الصريح المناهض للحرب، والمعارض للجهود الحربية البريطانية. اعتقِل وسجن أعضاء الحزب، من بينهم عضوان في مجلس الدولة، بالإضافة إلى آخرين في قيادته -من بينهم إن. إم. بيريرا وفيليب غناواردينا و كولفين آر. دي سيلفا- لكن فيفيان هربت من الاعتقال بينما كان زوجها، ليزلي، مختفيًا.

### الحزب البلشفي اللينيني في الهند وسيلان وبورما
بحلول الجزء الأخير من عام 1940، كانت فيفيان حاملًا بطفلها الأول. في هذا الوقت، اختبئ ليزلي بعد حظر حزب لانكا سما ساماجا. هرب ليزلي إلى الهند لمواصلة نشاطه مع رقابة أقل. على الرغم من وجود ليزلي في الهند، واحتجاز فيليب غناواردينا، وإن. إم. بيريرا، وإدموند ساماراكودي، وكولفين آر. دي سيلفا في سيلان، صودرت ممتلكات ليزلي في سيلان. استقر في كلكتا وأسس شبكات مع المنظمات التروتسكية المحلية، بما في ذلك مجموعة أتر برديش التروتسكية، بالإضافة إلى مجموعات في بومباي ومدراس. من خلال المناقشة، أنشأ التروتسكيون الهنود والسيلانيون بقيادة ليزلي لجنة تمهيدية لتشكيل الحزب البلشفي اللينيني في الهند وسيلان وبورما (بي إل بّي آي اختصارًا).
جرت المناقشات من أجل ذلك من خلال اجتماعات سرية في كاندي في ديسمبر 1940 ومارس 1941 ومهدت الطريق لحزب تروتسكي وحيد للهند. عُقد مؤتمر سري في 20 أبريل 1941، حضره 42 مندوبًا. في هذا المؤتمر، وضع حزب لانكا سما ساماجا دستورًا جديدًا وبيانًا رسميًا، وكلاهما وافق عليه المندوبون. كما حضر الاجتماعات التي عقدت في عامي 1940 و1941 قادة حزب لانكا ساما ساماجا المحتجزين الآخرين بمساعدة سجانهم، الذي ساعدهم فيما بعد على الهروب من سجنهم في 7 أبريل 1942. تشكل بي إل بّي آي في مايو 1942، ووافقت عليه الأممية الرابعة. من خلال ذلك، ركز بي إل بّي آي الذي أصبح عامًا، وتترأسه غونوردين، وإس. سي. سي. أنتوني بيلاي، وروبرت غناواردينا، وويليام دي سيلفا، وكي. كارالسينغهام، على موجات الإضراب المستمرة التي بدأت في مايو 1941. استمرت خلال عامي 1942 و1944.
في البداية، وخلال الحرب العالمية الثانية، ظل بي إل بّي آي بقيادة غونوردين صغيرًا نسبيًا – وهذا ما ناقض التوقعات العالية لحزب ثوري سياسي على مستوى شبه القارة. بينما يشير الاسم الكامل لبي إل بّي آي، الحزب البلشفي اللينيني في الهند وسيلان وبورما، إلى أنه ممثل أيضًا في بورما، لكن يمكن القول إنه لم يكن له هناك تمثيل حزبي. ومع ذلك، وجد بي إل بّي آي نجاحًا لاحقًا، عند إطلاق سبارك، وهو منشور حزبي صدر في قاعدة الحزب في كلكتا. بسبب القمع السياسي، نُقل المنشور إلى بومباي وتغير اسمه إلى نيو سبارك. لقد نشروا رسالة تروتسكي المفتوحة إلى العمال الهنود. بينما كانت فيفيان مشغولة بتربية طفل، كان ليزلي مساهمًا رئيسيًا في منشورات الحزب، وكتب تحت اسم مستعار، كي. تاليك. خلال الفترة المتبقية من الحرب العالمية الثانية، تمكن بي إل بّي آي من التأثير على النقابات والحركات الطلابية في العديد من المدن. كان العدد الأكبر من الأعضاء من عمال الترام، وكذلك عمال باكنغهام، وكارناتيك ميلز.

### حركة اتركوا الهند وانقسام الحزب
انتقلت فيفيان إلى الهند بشكل دائم في ديسمبر 1941، وفي تلك الفترة، كان كومونديني، أكبر طفل لفيفيان يبلغ من العمر أكثر من عام بقليل. في هذا الوقت، لم تكن قد وضعت على قائمة المطلوبين لدى السلطات الاستعمارية، وبالتالي كانت حرة الحركة. في طريقها إلى الهند، تنكرت في هيئة السيدة آلان مينديس، وكان برفقتها السيد آلان مينديس. من ترينكومالي، سافرت فيفيان وابنتها ومساعدوها إلى مادوراي على متن قارب، حيث التقاهم إس. سي. أنتوني بيلاي ونقلهم إلى مأوى آمن.
في الهند، انغمست فيفيان في حركة اتركوا الهند، وهي حركة طالبت بإنهاء الحكم البريطاني للهند. لم تعتقل طوال سنوات الحرب في كل من سيلان والهند. في عام 1943 آوت فيفيان أيضًا جين هوبان من السلطات عندما هددوها بالترحيل بسبب تنظيم نقابات عمال المزارع. في أعقاب حركة اتركوا الهند، كان الأمل منتشرًا بين القادة الاشتراكيين في جنوب آسيا. كتب ليزلي غونوردين، تحت اسم مستعار كي. تاليك «يواجه الحزب البلشفي اللينيني الشاب فرصة حقيقية للتوسع... الوضع يتغير ودون شك، من بين جميع الأحزاب والجماعات السياسية في الهند، فإن حزب بي إل بّي آي هو المستفيد الأكبر من هذا التغيير».
قلت مشاركة غونوردين السياسية لاهتمامها برضيعها على الرغم من وجود من يساعدها. أثناء وجودها في الهند، أخذت هي وليزلي هوية عائلة من غوا. أصبحا السيد والسيدة بينتو. تعلمت بنفسها الهندية.

### انقسام الحزب الأولي
خلال الحرب كان هناك انقسام في الحركة. عارض إن. إم. بيريرا وفيليب غناواردينا الاندماج في بي إل بّي آي وشكلوا «المعارضة العمالية». بعد الحرب، أعادوا تأسيس حزب لانكا سما ساماجا كحزب مستقل. أعضاء القسم الآخر، الذين تشكلوا من نواة بي إل بّي آي المنفية، حافظوا فعليًا على حزب منفصل، وهو حزب ساماساماجا البلشفي. عملت المجموعة الأخيرة باعتبارها فرع من بي إل بّي آي في سيلان، وقادها كولفين آر. دي سيلفا، وليزلي غونوردين، وإدموند ساماراكودي.
غالبًا ما كانت العلاقة بين المجموعتين عدائية. اتهم الحزبان بعضهما بأنهما من «المناشفة التنظيمية». اتهم حزب لانكا سما ساماجا حزب ساماساماجا البلشفي بالانطوائية العقائدية. أراد حزب لانكا سما ساماجا بناء حزب جماهيري، في حين ركز حزب ساماساماجا البلشفي على بناء حزب (ثوري) قائم على الكادر. في 25 أكتوبر 1945 اندلع عراك بالأيدي بين المجموعتين في اجتماع حزب ساماساماجا البلشفي.